# Обсерваторія Мадхави
Обсерваторія Мадхави (англ. Madhava Observatory) — астрономічна обсерваторія, заснована Калікутським університетом у 2005 році спільно з Індійським інститутом астрофізики з Бангалуру. Це найбільша університетська обсерваторія в Індії. Вона має 35-сантиметровий мідівський телескоп системи Кассегрена під 6,6-метровим напівсферичним куполом, а також 45-сантиметровий рефлектор, подарований Індійським інститутом астрофізики. Обсерваторія використовується викладачами та співробітниками університету для навчальних та дослідницьких цілей.
Обсерваторія названа на честь Мадхави з Сангамаграми (бл. 1340 — бл. 1425), видатного середньовічного індійського астронома, засновника Керальської школи астрономії та математики.